# René Bazin

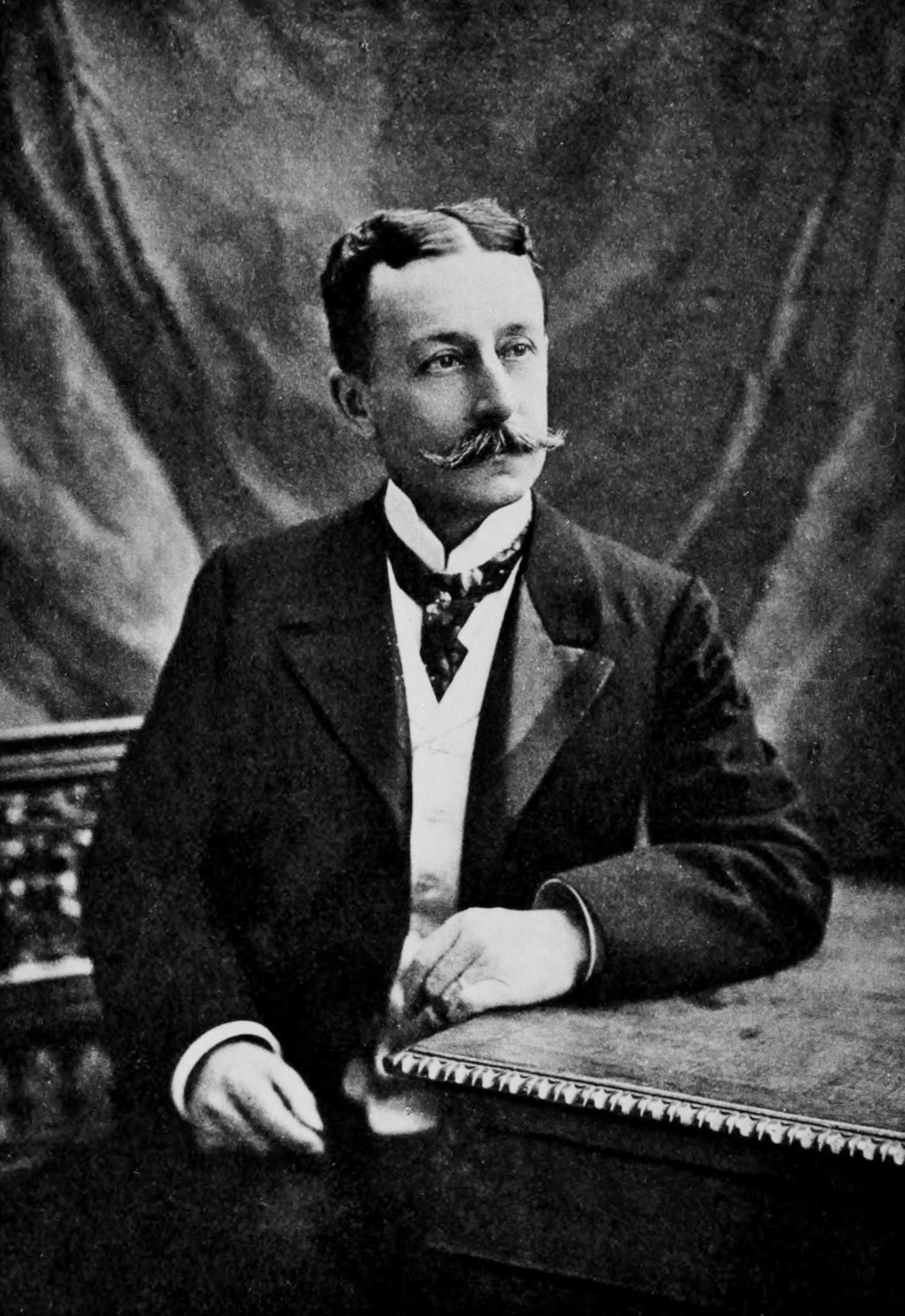
René Bazin

René Bazin (Angers, 26 december 1853 - Parijs, 20 juli 1932) was een Frans schrijver, lid van de Académie française, jurist, hoogleraar rechten, romanschrijver, journalist, historicus, essayist en auteur van reisverhalen.

## Familie
De familie Bazin (vanaf 1921 René-Bazin genoemd) was een familie van de kleine burgerij uit de streek van Anjou, met als eerst bekende Claude Bazin (1645-1721), controleur van belastingen in Vihiers (Maine-et-Loire). 
- Simon Bazin (1675-1720), was deurwaarder in Maulévrier.
- Simon-Pierre Bazin (1675-1720), was controleur van belastingen in Vihiers.
- Louis Bazin (1729-1787), was deurwaarder bij de zoutzolder in Vihiers.
- Nicolas Bazin (1754-1830), regisseur voor de goederen van Colberft in het kasteel Maulévrier, luitenant van Jean-Nicolas Stofflet tijdens de oorlog in de Vendée, overgrootvaqder van René Bazin.
- Nicolas Bazin (1791-1872) griffier bij de rechtbank van Segré en van Angers.
- Alfred Bazin (1821-1872), vader van René Bazin, advocaat en industrieel in Angers. Zijn vrouw, Élisabeth Meauzé (1831-1891), behoorde tot de burgerij in de Anjou. Haar vader, Barthélemy-François Meauzé, was voorzitter van de Handelsrechtbank, lid van de Handelskamer, beheerder van de Banque de France en vanaf 1859 eerste adjoint au maire van Angers.

## Levensloop
René Bazin studeerde aan het Collège Mongazon in Angers. Hij promoveerde tot licentiaat in de rechten in Parijs. Hij promoveerde tot doctor in de rechten aan de Université catholique de l'Ouest in Angers (1877). In 1882 werd hij benoemd tot hoogleraar strafrecht aan deze laatste universiteit.
Hij trouwde in 1876 met Aline Bricard (1855-1936), met wie hij acht kinderen kreeg. De twee zoons waren Nicolas-René (1877-1940), ingenieur, en Louis-René Bazin (1892-1973), romancier, conferencier en vertaler. De zes dochters waren: Élisabeth (1879-1926), die trouwde met Antoine Sainte-Marie Perrin (1871-1927), zoon van Louis Sainte-Marie Perrin, schoonvader van Paul Claudel; Jeanne (1881-1944), die kanunnikes werd; Marie Amélie (1883-1970), religieuze; Geneviève (1886-1962), die trouwde met de Romeinse graaf Tony Catta (1884-1974); Germaine (1888-1944); Françoise (1895-1968), die trouwde met Henri Viot (1883-1957) en de moeder was van priester Michel Viot (1924-2007). 
Marie Bazin (1850-1919), zus van René Bazin, schreef romans onder het pseudoniem Jacques Bret. Ze trouwde met Ferdinand Hervé en was de grootmoeder van de schrijver Hervé Bazin.
Vanaf 1883 begon René Bazin zijn oeuvre te publiceren: romans, biografieën, jeugdverhalen, essays, novellen, reisverhalen, oorlogsherinneringen.
In 1895 werd hem de Prix de l'Académie française toegekend voor zijn reisverhaal Terre d'Espagne. Hij behaalde opmerkelijke successen met zijn twee romans La Terre qui meurt (1899) en Les Oberlé (1901). In 1903 werd hij tot lid van de Académie française verkozen.
Fervent katholiek en sociaal gericht werd Bazin zijn hele leven gedragen door zijn christelijke overtuigingen. Van 1915 tot 1923 was hij verantwoordelijk voor de Syndicat des journalistes français, vanaf 1916 als voorzitter. In 1917 stichtte hij het Bureau catholique de la presse.
René Bazin werd adjunct-hoofdredacteur van L'Étoile en begon zijn eerste romans als feuilleton in kranten te publiceren. In 1887 ontmoette hij Ludovic Halévy, lid van de Académie française, die hem introduceerde bij Calmann-Lévy, die Bazin bij een ruimer publiek binnenbracht.
Voorloper van de christelijk en sociaal geïnspireerde auteurs, promoveerde Bazin de eerbied voor de persoon en de goede arbeidsvoorwaarden.
Het meeste van zijn werken schreef hij in zijn eigendom van Saint-Barthélemy-d'Anjou bij Angers. In 1904 werd hij er gemeenteraadslid.

## Publicaties
- Stéphanette (1884).
- Ma Tante Giron (1885).
- Une tache d’encre (1888).
- Les Noellet (1890).
- Le Guide de l'Empereur (1890).
- À l’aventure (croquis italiens) (1891).
- Contes en vers (1891).
- La Sarcelle bleue (1892).
- La Légende de sainte Béga (1892).
- Madame Corentine (1893).
- Sicile : croquis italiens (1893).
- Les Italiens d'aujourd'hui (1894).
- Humble Amour (1895).
- Terre d'Espagne (1895).
- En province (1896).
- Contes de bonne Perrette (1897).
- De toute son âme (1897).
- Histoire de vingt-quatre sonnettes (1898).
- La Terre qui meurt (1899).
- Les Personnages de roman (1899).
- Croquis de France et d'Orient (1899).
- Le Guide de l'Empereur : histoire de pauvres gens (1901).
- Les Oberlé (1901).
- L'Enseigne de vaisseau Paul Henry, défenseur de la mission de Pékin (1902).
- Donatienne (1903).
- Récits de la plaine et de la montagne (1904).
- Le Duc de Nemours (1905).
- L'Isolée (1905).
- Questions littéraires et sociales (1906).
- Le Blé qui lève (1907).
- Mémoires d'une vieille fille (1908).
- Le Mariage de mademoiselle Gimel, dactylographe (1909).
- La Barrière (1910).
- Les quatre beautés de la Corse, 1910.
- La Douce France (1911).
- Davidée Birot (1912).
- Nord-Sud, Amérique, Angleterre, Corse, Spitzberg, notes de voyage (1913).
- Gingolph l'abandonné (1914).
- Pages religieuses, temps de paix, temps de guerre (1915).
- Aujourd'hui et demain, pensées du temps de la guerre (1916).
- La Campagne française et la guerre (1917).
- Notes d'un amateur de couleur (1917).
- La Closerie de Champdolent (1917).
- Les Nouveaux Oberlé (1919).
- Charles de Foucauld, explorateur du Maroc, ermite au Sahara (1921).
- Il était quatre petits enfants : histoire d'une famille française (1922).
- Contes et Paysages (en province) (1923).
- Le Conte du triolet (1924).
- Baltus le Lorrain (1926).
- Paysages et pays d'Anjou (1926).
- Fils de l'Église (1927).
- Les Trois Peines d'un rossignol.
- Pie X (1928).
- Le Roi des archers (1929).
- Magnificat (1931).
- Champdolent (1931).
- La Faneuse endormie et autres nouvelles (1949).
- Journal d'un civil pendant la Guerre, Éditions Edilys, 2018-2019.